# Стубица (локалитет)
Стубица је археолошки локалитет праисторијског насеља у клисури Госпођин вир.
Насеље се простирало у неколико увала издељених оштрим и стрмим гребенима. У културном слоју констатована су два хоризонта становања са остацима камених конструкција које подсећају на оне са локалитета Падина-Госпођин вир. Бројни керамички налази опредељују налазиште у раноенеолитски културни комплекс Старчево—Киш. Насеље је вероватно било истовремено са хоризонтом Падина Б и Лепенски Вир III. Локалитет је био насељен и током старијег гвозденог доба, о  чему сведоче налази керамике из тог периода.
Локалитет је откривен 1970. године и није истражен пре потапања.